# Primo (演奏家派遣会社)
Primo（ぷりも）は、演奏家派遣を業とする日本の株式会社である。正式名称は株式会社Primo。クラシック演奏家の派遣を中心に、イベント、コンサートの企画・制作も手掛ける。企業パーティーやショッピングモールなどのイベント、TV番組やレコーディング、有名アーティストのコンサートメンバーなど幅広い分野に演奏家を派遣している。登録する演奏者は400名を超える。

## 企業コンセプト
Primoの企業コンセプトは「クラシックを身近に」。
敷居の高いイメージがつきまとうクラシック音楽を日ごろなじみのない多くの人にカジュアルに聴いてもらいたいという考えかた。

## 求められる演奏家像
Primoに求められる演奏家は、演奏技術は当然ながら、容姿、パフォーマンス、MCなどエンターテイメント性を求められる。
また、ほとんどの演奏シーンにおいて暗譜（楽譜を見ない・譜面台を置かない）でのステージを要求されることでも有名。
暗譜により、観衆と一体となったステージを演出し、ただ音楽を聴くというだけでない高付加価値のステージを提供している。

## 設立時
平成19年（2007年）9月、現代表取締役社長、中村理恵を中心として、個人で活躍するソロアーティストが集結して設立。
同時に、クラシックユニットRayを結成。メンバーは、Pf中村理恵、Vn藤縄陽子（現在は3代目のヴァイオリニストとして渡邉麻衣）、Vc小澄さおり。
また、Primoとは、会社名であると同時に、5名-以上の編成によるユニットの呼称としても使用されている。

## 自主コンサート
平成19年（2007年）12月、初の主催コンサート、「Primo　DELICIOUS」を開催。設立時メンバー8名が一堂に会し、渋谷ライブハウス（150名収容）にて成功を収める。この時のことを、代表中村は、「とにかく会社としての知名度がなく、アーティスト個人に集客の負担が大きく、前日までお客様が来られるのか不安でいっぱいだった。。。」と語っている。
その後、会を重ね、2014年8月3日には「Primo　DELICUOIS　5th」を開催、大手町日経ホールで570名の観衆の前で、コンサートを成功させている。
2015年10月4日には、念願のビルボード東京で「Primo　DELICUOIS　6th」を開催、大成功をおさめる。

## アーティストとの関係性
Primoでの、個人としての所属アーティストは、代表の中村理恵1人である。演奏家は、それぞれ個人で活動しており、所属ではなくあくまで登録をいう関係性にあるので、個人の演奏活動を拘束したりする性格のものではない。
これは、中村自身が、多くの演奏会場で常に言葉に発しているとおり、「一人でも多くの演奏者に、演奏する機会を作ってあげたい」という信念と、音楽大学で学び、社会に巣立つ後輩たちに音楽で自立する道筋のサポートとなればいい、というピアニスト中村理恵としてのバックグラウンドからきていると思われる。
「Primoを通じて、多くの演奏家仲間と出会い、自己研鑚をつみ、刺激を受け、自らのアーティストとしての価値を高めてほしい、そういう会社でありたい」、という想いが中村の行動力の原点である。
また、近年は、ソロアーティストをユニットとして編成し、所属ユニットとして送り出すなど、アーティストマネジメントにも力を入れている。
2015年7月に活動開始のアイドルオーケストラRY'sのRIO、SACHIのマネジメントもしている。

## 所属アーティスト
- 中村理恵（ピアノ）
- 高橋紫微（フルート）
- RIO（ヴァイオリン）＊アイドルオーケストラRY'sのメンバーとしての活動に限りマネジメント
- SACHI（ピアノ）＊アイドルオーケストラRY'sのメンバーとしての活動に限りマネジメント

## 所属ユニット
- Ray
- RY's
- Storia
- Luce
- Rose Blossom
- Lilia
- Quartette Lilas

## 活動

### ディスコグラフィー
- 2007年  Rayとして『Delicious』CD
- 2009年  中村理恵オリジナル曲『Life is beautiful』iTunes
- 2010年  ピアノが奏でるJ-POP曲集  『そばにいるね』『小さな恋のうた』CD
- 2014年  Primoトリビュートアルバム『Primo vol.1』CD